# Дюрст, Вальтер
Ва́льтер Па́уль Дюрст (нем. Walter Paul Dürst; 28 февраля 1927, Давос — 2 мая 2016) — швейцарский хоккеист, нападающий. На протяжении всей спортивной карьеры, с 1947 по 1963 год, был игроком швейцарского клуба «Давос», с которым трижды становился чемпионом страны и трижды выигрывал Кубок Шпенглера. Бронзовый призёр зимних Олимпийских игр 1948 года, трижды бронзовый призёр чемпионатов мира, чемпион Европы.

## Биография
Вальтер Дюрст родился 28 февраля 1927 года в городе Давос кантона Граубюнден. С юных лет вместе со старшим братом Хансом играл в местном титулованном хоккейном клубе «Давос», в 1947 году впервые пробился в основной состав команды и выиграл с ней Швейцарскую национальную лигу.
Первого серьёзного успеха на международном уровне добился в сезоне 1948 года, когда вновь стал чемпионом Швейцарии по хоккею с шайбой, вошёл в основной состав швейцарской национальной сборной и благодаря череде удачных выступлений удостоился права защищать честь страны на домашних зимних Олимпийских играх в Санкт-Морице. Из восьми матчей на Играх швейцарцы выиграли шесть и лишь в двух случаях потерпели поражение, заняли тем самым в итоговом протоколе соревнований третье место и завоевали бронзовые олимпийские медали. Кроме того, здесь разыгрывались первенства Европы и мира; таким образом, Швейцария дополнительно получила серебро и бронзу соответственно. При этом Дюрст выходил на лёд в пяти играх и забросил в ворота соперников семь шайб.
После успешной Олимпиады Вальтер Дюрст окончательно закрепился в основном составе «Давоса» и впоследствии играл в команде в течение многих лет, став одним из самых плодовитых её бомбардиров. Он ещё трижды выигрывал Швейцарскую национальную лигу (1950, 1958, 1960), трижды завоёвывал Кубок Шпенглера (1951, 1957, 1958), второй по значимости хоккейный трофей в Швейцарии. Имел довольно высокие статистические показатели, например, в сезоне 1956/57 в четырнадцати встречах забросил 16 шайб и набрал 37 очков, тогда как в сезоне 1959/60 за такое же количество игр забил 26 голов и набрал 41 очко.
Продолжал регулярно выступать и в сборной Швейцарии; так, в дальнейшем трижды становился бронзовым призёром чемпионатов мира (1950, 1951, 1953), четырежды попадал в число призёров европейского первенства: одержал победу в 1950 году, стал серебряным призёром в 1951 году, получил бронзу в 1952 и 1953 годах. Участвовал в Олимпийских играх 1952 года в Осло, но там сборная Швейцарии заняла лишь пятое место. Завершил спортивную карьеру в 1963 году.
Умер 2 мая 2016 года в возрасте 89 лет.